# Goran Fodor
Goran Fodor, hrvatski profesionalni košarkaš. Vrstan šuter. Igrao za Podravac, Jazine Arbanasi, Međimurje i Rudeš. S hrvatskom juniorskom košarkaškom reprezentacijom (do 16) igrao na EP 2006. u Španjolskoj (Linares, Andujar, Martos). na kojem je Hrvatska bila četvrta, s hrvatskom reprezentacijom (do 18) bio je brončani na Europskom prvenstvu 2008. godine u Grčkoj (Amaliada, Pyrgos).
Prijavljen na Draft 2012. na kojem nije izabran.

## Vanjske poveznice
- Basketball.hr